# The Coral Patches
The Coral Patches, wörtliche Übersetzung: Die Korallenflicken, sind ein Korallenriff und eine Inselgruppe im Indischen Ozean 59 km vor der westaustralischen Küstenstadt Geraldton. Sie gehören zu den Pelsaert-Inseln, der südlichsten Gruppe im Houtman-Abrolhos-Archipel.
Die Gruppe besteht aus 13 sehr kleinen und flachen Inseln, die inmitten eines rund 73 ha großen Korallenriffs liegen. Die Inseln von The Coral Patches sind offiziell weder benannt noch nummeriert.